# Trait allemand du Sud
Oberländer
Le Trait allemand du Sud (allemand : Süddeutsches Kaltblut ou Oberländer) est une race de chevaux de trait originaires de Bavière, très adaptés à leur région accidentée. Plus légers que le Noriker, auquel ils sont apparentés, ils sont employés pour des travaux de traction et en voltige. 
Ils constituent la plus nombreuse des races de chevaux de trait allemandes, et la seule à ne pas être menacée d'extinction. 

## Histoire
Les ancêtres de la race sont essentiellement des chevaux Noriker présents dans le Sud de l'Allemagne, qui portaient historiquement le nom d'Oberländer. Aussi, le Trait allemand du Sud est parfois considéré comme inclus parmi la race du Noriker. Il reçoit au XIXe siècle des influences de chevaux Normands, Holstein, Hongrois, Oldenbourg et Clydesdale.
Le trait allemand du Sud dispose d'un stud-book.

## Description
La base de données DAD-IS (2018) indique une taille moyenne de 1,60 m chez les femelles et 1,64 m chez les mâles, pour un poids moyen de 500 kg. Le guide Delachaux (2016) indique la même fourchette de taille. En revanche, CAB International donne une fourchette de 1,62 m à 1,67 m. Le Trait allemand du Sud ressemble beaucoup au Noriker, bien qu'il soit plus petit,.
La tête est grosse, l'encolure courte et forte, le dos est large, la croupe puissante.
La robe est le plus souvent alezane ou baie, mais la race présente une grande variété de couleurs, dont le bai-brun, le noir, le blanc ou encore le pie.
Les juments et les étalons passent des tests rigoureux de conformation et d'aptitudes sous la selle, pour être accepté dans le standard de la race.
Il est relativement distant génétiquement des trois autres races de chevaux de trait allemandes,, mais aussi des Noriker du Salzbourg et de Carinthie. Ces particularités sont attribuées à l'influence des croisements avec le Pur-sang et les races warmblood. 

## Utilisations
Les Traits allemands du Sud servaient historiquement de chevaux agricoles ou de traction d'artillerie. Ils sont notamment employés pour de la traction lourde, des usages militaires, du débardage, et au bât. Désormais, ces chevaux servent à la traction, ou sont montés en équitation sportive.

## Diffusion de l'élevage

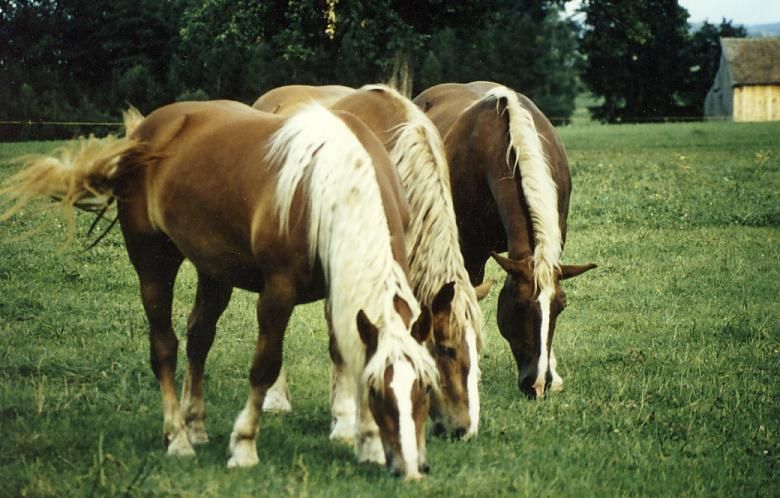
Traits allemands du Sud au pâturage

La race est indiquée comme rare sur DAD-IS (2018). Elle provient des régions de Bavière et du Bade-Wurtemberg, dans le sud de l'Allemagne. Il existe aussi des sujets en Amérique du Nord. En 2016, les effectifs recensés pour l'Allemagne sont de 2 040 chevaux. Par ailleurs, l'ouvrage Equine Science (4e édition de 2012) le classe parmi les races de chevaux de trait peu connues au niveau international.
Des quatre races de chevaux de trait allemandes, le trait allemand du Sud est le plus numériquement nombreux (en 2004), et le seul à ne pas être menacé d'extinction. L'étude menée par l'université d'Uppsala, publiée en août 2010 pour la FAO, signale le South German coldblood comme une race locale européenne qui n'est pas menacée d'extinction. Le Trait allemand du Sud est par ailleurs éligible aux aides financières accordées en Allemagne à la préservation des races menacées (2015).